# Mumford & Sons
Mumford & Sons (укр. «Мамфорд і сини») — фольк-рок гурт з Лондону, заснований в кінці 2007 року.
У складі гурту виступають Маркус Мамфорд (англ. Marcus Mumford, вокал, гітара, ударні), Вінстон Маршалл (англ. Winston Marshall, вокал, банджо, гітара), Бен Ловетт (англ. Ben Lovett, вокал, клавішні, орган), Тед Двейн (англ. Ted Dwane, вокал, бас-гітара). Після підписання контракту з лейблом Island Records, випустили свій дебютний альбом «Sigh No More» 5 жовтня 2009 року, з головним синглом «Little Lion Man».
Альбом став хітом у Великій Британії (№ 6 UK Album Charts) і став #1 у списку Top Independent Albums журналу Billboard. В липні 2010 року Sigh No More був номінований на Mercury Prize.
15 лютого 2011 року виконавці стали володарями нагороди BRIT Awards 2011 як Найкращий британський альбом.
10 лютого 2013 року стали володарями найпрестижнішої нагороди у світі музики, Греммі, в номінації «Альбом року».
20 лютого 2013 року виконавці стали володарями нагороди BRIT Awards 2013 як Найкращий британський гурт.

## Дискографія

### Альбоми
| Рік  | Інформація про альбом                                         | Позиція в чарті | Позиція в чарті | Позиція в чарті | Позиція в чарті | Позиція в чарті | Позиція в чарті | Позиція в чарті | Позиція в чарті | Позиція в чарті |
| Рік  | Інформація про альбом                                         | UK              | AUS             | BEL             | CAN             | IRL             | NLD             | NZ              | US              |                 |
| ---- | ------------------------------------------------------------- | --------------- | --------------- | --------------- | --------------- | --------------- | --------------- | --------------- | --------------- | --------------- |
| 2009 | Sigh No More - Формат: CD, LP (12"Vinyl), Music download      | 2               | 1               | 3               | 2               | 1               | 3               | 1               | 2               |                 |
| 2012 | Babel - Формат: CD, LP (12"Vinyl), Music download             | 1               | 1               | 2               | 1               | 1               | 2               | 1               | 1               |                 |
| 2015 | Wilder Mind - Формат: CD, LP (12"Vinyl), цифрове завантаження | 1               | 1               | 2               | 1               | 1               | 2               | 4               | 1               |                 |
| 2018 | Delta - Формат: CD, LP (12"Vinyl), цифрове завантаження       | 2               | 5               | 3               | 1               | 3               | 1               | 4               | 1               |                 |

### Сингли
| Рік  | Назва                  | Позиція в чарті | Позиція в чарті | Позиція в чарті | Позиція в чарті | Позиція в чарті | Альбом       |
| Рік  | Назва                  | UK              | IRE             | AUS             | BEL             | AUT             | Альбом       |
| ---- | ---------------------- | --------------- | --------------- | --------------- | --------------- | --------------- | ------------ |
| 2009 | «Little Lion Man»      | 24              | 21              | 3               | 4               | 70              | Sigh No More |
| 2009 | «Winter Winds»         | 44              | —               | —               | —               | —               | Sigh No More |
| 2010 | «The Cave»             | 31              | 10              | 32              | —               | —               | Sigh No More |
| 2010 | «Roll Away Your Stone» | 141             | —               | —               | —               | —               | Sigh No More |
| 2010 | «White Blank Page»     | 134             | —               | —               | —               | —               | Sigh No More |

### Розширені виступи
- Lend Me Your Eyes (2008)
- Love Your Ground (2008)
- The Cave and the Open Sea (2009)
- Mumford & Sons, Laura Marling, and Dharohar Project (2010)
- The Wedding Band — The First Dance (2010)

## Mumford & Sons і Україна
У липні 2015 року вийшов офіційний кліп Mumford & Sons на пісню «Ditmas» , де основними персонажами виступають український козак і його кінь. Зйомки кліпу проходили у сільській місцевості під Києвом. Режисером кліпу виступив Алекс Саутем, який під час приїзду в Україну для зйомки іншого кліпу захопився історією періоду козаків.

## Ногороди та номінації
| Рік  | Нагорода               | Отримувач                     | Номінація                              | Результат |
| ---- | ---------------------- | ----------------------------- | -------------------------------------- | --------- |
| 2011 | American Music Awards  | Mumford & Sons                | Улюблений альтенативний рок виконавець | Номінація |
| 2010 | ARIA Music Awards      | Mumford & Sons                | Найпопулярніший міжнародний виконавець | Перемога  |
| 2011 | Billboard Music Awards | Sigh No More                  | Найкращий рок альбом                   | Перемога  |
| 2011 | Billboard Music Awards | Sigh No More                  | Найкращий альтернативний альбом        | Перемога  |
| 2011 | Billboard Music Awards | «Little Lion Man»             | Найкраща рок пісня                     | Номінація |
| 2011 | Billboard Music Awards | «Little Lion Man»             | Найкраща альтернативна пісня           | Номінація |
| 2011 | Billboard Music Awards | «The Cave»                    | Найкраща альтернативна пісня           | Номінація |
| 2011 | Billboard Music Awards | Mumford & Sons                | Найкращий рок виконавець               | Номінація |
| 2011 | Billboard Music Awards | Mumford & Sons                | Найкращий альтернативний виконавець    | Перемога  |
| 2011 | Brit Awards            | Mumford & Sons                | Найкращий британський гурт             | Номінація |
| 2011 | Brit Awards            | Mumford & Sons                | Найклаща виступ-прорив                 | Номінація |
| 2011 | Brit Awards            | Sigh No More                  | Британський альбом року                | Перемога  |
| 2013 | Brit Awards            | Mumford & Sons                | Найкращий британський гурт             | Перемога  |
| 2013 | Brit Awards            | Mumford & Sons                | Найкращий живий виступ                 | Номінація |
| 2013 | Brit Awards            | Mumford & Sons                | Глобальний британський успіх           | Номінація |
| 2013 | Brit Awards            | Babel                         | Британський Альбом року                | Номінація |
| 2013 | Премія ЕХО             | Mumford & Sons                | Міжнародний рок/поп гурт               | Перемога  |
| 2011 | Grammy Awards          | Mumford & Sons                | Найкращий новий виконавець             | Номінація |
| 2011 | Grammy Awards          | «Little Lion Man»             | Найкраща рок пісня                     | Номінація |
| 2012 | Grammy Awards          | «The Cave»                    | Запис року                             | Номінація |
| 2012 | Grammy Awards          | «The Cave»                    | Пісня року                             | Номінація |
| 2012 | Grammy Awards          | «The Cave»                    | Найкраща рок вистава                   | Номінація |
| 2012 | Grammy Awards          | «The Cave»                    | Найкраща рок пісня                     | Номінація |
| 2013 | Grammy Awards          | Babel                         | Альбом року                            | Перемога  |
| 2013 | Grammy Awards          | Babel                         | Best Americana Album                   | Номінація |
| 2013 | Grammy Awards          | «I Will Wait»                 | Найкраща рок вистава                   | Номінація |
| 2013 | Grammy Awards          | «I Will Wait»                 | Найкраща рок пісня                     | Номінація |
| 2013 | Grammy Awards          | «Learn Me Right (From Brave)» | Найкраща пісня для візуального медіа   | Номінація |
| 2013 | Grammy Awards          | Big Easy Express              | Best Long Form Music Video             | Перемога  |
| 2013 | Juno Awards            | Babel                         | Міжнародний альбом року                | Перемога  |
| 2010 | MTV Video Music Awards | «Little Lion Man»             | Найкраща кінематографія                | Номінація |
| 2011 | MTV Video Music Awards | «The Cave»                    | Найкраще рок відео                     | Номінація |
| 2010 | NME Awards             | Mumford & Sons                | Найкращий новий гурт                   | Номінація |
| 2010 | Q Awards               | Mumford & Sons                | Найкращий новий виступ                 | Перемога  |
| 2010 | Q Awards               | «The Cave»                    | Найкраща звукова доріжка               | Номінація |
| 2013 | Teen Choice Awards     | Mumford & Sons                | Вибір рок гурту                        | Номінація |